# بويان بوزوفيتش
بويان بوزوفيتش (3 فبراير 1985) لاعب كرة قدم من الجبل الأسود من دون عقد حاليا ويجيد اللعب في مركز المهاجم.

## روابط خارجية
- بويان بوزوفيتش على موقع الاتحاد الأوربي (الإنجليزية)
- بويان بوزوفيتش على موقع إي إس بي إن إف سي (الإنجليزية)
- بويان بوزوفيتش على موقع قاعدة بيانات كرة القدم.إي يو (الإنجليزية)
- بويان بوزوفيتش على موقع ليكيب (الفرنسية)
- بويان بوزوفيتش على موقع Soccerbase.com (لاعب) (الإنجليزية)
- بويان بوزوفيتش على موقع Soccerway.com (الإنجليزية)